# Marie Casimir Joseph Guyon
Marie Casimir Joseph Guyon, dit Joseph Guyon, né le 31 août 1870 à Sète (Hérault) et mort le 1er juin 1942 à Miradoux (Gers), est un administrateur colonial français.

## Biographie
Il fut lieutenant-gouverneur du Gabon de 1914 à 1917, gouverneur général de Madagascar du 12 juillet 1919 au 22 juin 1920, gouverneur de Nouvelle-Calédonie de 1925 à 1932.